# Head over Heels (Poco)
| Recensione              | Giudizio |
| ----------------------- | -------- |
| AllMusic                | [ 3 ]    |
| Dizionario del Pop-Rock | [ 4 ]    |
| 24.000 dischi           | [ 5 ]    |

Head over Heels è un album dei Poco, pubblicato dalla ABC Records nel luglio del 1975.
L'album raggiunse (il 26 luglio 1975) la quarantatreesima posizione della classifica statunitense degli album Billboard 200.

## Tracce
Lato A
1. Keep on Trying – 2:54 (Timothy B. Schmit)
2. Lovin' Arms – 3:29 (Rusty Young)
3. Let Me Turn Back to You – 3:37 (Paul Cotton)
4. Making Love – 2:55 (Rusty Young)
5. Down in the Quarter – 4:32 (Paul Cotton)

Lato B
1. Sittin' on a Fence – 3:31 (Rusty Young)
2. Georgia, Bind My Ties – 3:25 (Paul Cotton)
3. Us – 1:56 (Rusty Young)
4. Flyin' Solo – 3:36 (John Brennan, Timothy B. Schmit)
5. Dallas – 3:29 (Donald Fagen, Walter Becker)
6. I'll Be Back Again – 3:02 (Timothy B. Schmit)

## Musicisti
Keep on Trying
- Timothy B. Schmit - voce
- George Grantham - voce
- Paul Cotton - chitarra acustica, voce

Lovin' Arms
- Rusty Young - chitarra pedal steel, dobro, banjo, chitarra acustica
- Timothy B. Schmit - basso, voce
- George Grantham - voce, batteria, percussioni
- Paul Cotton - voce, chitarra acustica
- Al Garth - violino, viola, voce (laugh)

Let Me Turn Back to You
- Paul Cotton - voce, chitarra elettrica, chitarra acustica
- George Grantham - voce, batteria
- Timothy B. Schmit - voce, basso
- Rusty Young - chitarra pedal steel, mandolino, chitarra acustica
- Mark Harman - organo a canne

Making Love
- Rusty Young - chitarra pedal steel, chitarra steel, chitarra acustica
- George Grantham - voce, batteria, percussioni
- Paul Cotton - voce, chitarra elettrica
- Timothy B. Schmit - voce
- Garth Hudson - pianoforte

Down in the Quarter
- Paul Cotton - voce, chitarra elettrica
- Timothy B. Schmit - voce, basso
- George Grantham - voce, batteria
- Rusty Young - chitarra pedal steel
- Jimmie Haskell - arrangiamento strumenti ad arco

Sittin' on a Fence
- Rusty Young - chitarra pedal steel, chitarra steel, chitarra elettrica, chitarra acustica
- Timothy B. Schmit - voce, basso, percussioni
- George Grantham - voce, batteria, percussioni
- Paul Cotton - voce, chitarra elettrica, chitarra acustica
- Victor Feldman - percussioni
- von Verdick - voce scat

Georgia, Bind My Ties
- Paul Cotton - voce, chitarra elettrica, chitarra acustica
- Rusty Young - chitarra pedal steel
- Timothy B. Schmit - voce, basso
- George Grantham - voce, batteria, percussioni

Us
- Rusty Young - voce, mandolino
- Timothy B. Schmit - voce, basso, percussioni
- George Grantham - batteria
- Paul Cotton - chitarra elettrica, chitarra acustica
- Mark Harman - organo a canne, pianoforte

Flyin' Solo
- Timothy B. Schmit - voce, basso
- George Grantham - voce, batteria
- Paul Cotton - voce, chitarra elettrica, chitarra acustica

Dallas
- Paul Cotton - voce, chitarra elettrica, chitarra acustica
- Timothy B. Schmit - voce, basso
- George Grantham - voce, batteria
- Rusty Young - chitarra pedal steel
- Victor Feldman - percussioni
- Jimmie Haskell - arrangiamento strumenti ad arco

I'll Be Back Again
- Timothy B. Schmit - voce, basso
- George Grantham - voce, batteria
- Paul Cotton - voce, chitarra elettrica
- Rusty Young - chitarra pedal steel
- Victor Feldman - percussioni

Note aggiuntive
- Poco e Mark Harman - produttori
- Registrazioni effettuate al Record Plant di Los Angeles, California
- Mark Harman e Michael von Verdick - ingegneri delle registrazioni
- Mixaggio effettuato al ABC Recording Studios di Los Angeles, California
- Wally Traugott - masterizzazione
- Peter Whorf - art direction
- Tim Bryant e Phip Hartmann - design album
- Ron Slenzak - fotografia[9]